# ادوهون
ادوهون (به لاتین: Adohoun) یک منطقهٔ مسکونی در بنین است که در استان مونو واقع شده‌است.

## خصوصیات
ادوهون ۱۰٬۶۲۲ نفر جمعیت دارد.